# Jimmy Neutron
Jimmy Neutron är en amerikansk TV-serie, producerad för Nickelodeon baserad på långfilmen av samma namn.
Huvudkaraktären, James Isaac "Jimmy" Neutron, är uppkallat efter vetenskapsmannen Isaac Newton. Jimmy har ett oproportionerligt stort huvud som han behöver för sin stora hjärna. Hans IQ är 302, vilket är högre än någon annan på jorden (den högsta IQ på jorden som registreras är 210).
Svenska rösten görs av skådespelaren Linus Wahlgren.